# تورستين سشيك
تورستين سشيك (بالألمانية: Thorsten Schick) (19 مايو 1990 بغراتس في النمسا - ) هو لاعب كرة قدم نمساوي في مركز الوسط. شارك مع منتخب النمسا تحت 20 سنة لكرة القدم. أما مع النوادي، فقد لعب مع أدميرا فاكر مودلينغ وشتورم غراتس ونادي رايندورف آلتاخ ونادي يانغ بويز وFC Gratkorn ‏.

## وصلات خارجية
- تورستين سشيك على موقع قاعدة بيانات كرة القدم.إي يو (الإنجليزية)
- تورستين سشيك على موقع Soccerway.com (الإنجليزية)
- تورستين سشيك على موقع عالم كرة القدم.نت (الإنجليزية)
- تورستين سشيك على موقع AS.com (الإسبانية)